# Carlos Fonseca

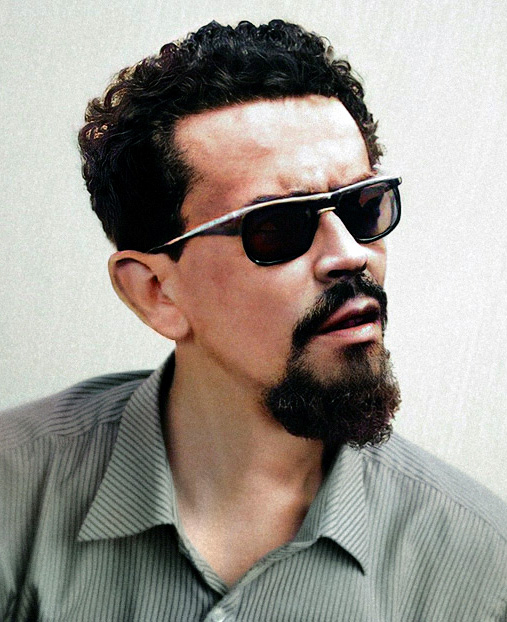
Carlos Fonseca

Carlos Alberto Fonseca Amador (* 23. Juni 1936 in Matagalpa; † 8. November 1976 in den Bergregionen Nicaraguas) war einer der Gründer der nicaraguanischen Befreiungsfront Frente Sandinista de Liberación Nacional (FSLN).

## Leben
Carlos Alberto Fonseca Amador wurde in Matagalpa als Sohn der unverheirateten Landarbeiterin Augustina Fonseca Ubeda geboren. Sein Vater, Fausto Amador Aleman, ein Angehöriger der einflussreichen Kaffeepflanzerdynastie Amador, bestätigte vorerst nicht die Vaterschaft, ermöglichte jedoch später seinem Sohn eine gute Schulbildung.
Carlos Fonseca wuchs bei seiner hart arbeitenden Mutter auf und verkaufte vor und nach dem Unterricht Zeitungen. Seit 1950 schloss sich Fonseca verschiedenen politischen Gruppen an; bald begeisterte er sich für den Marxismus. 1955 begann er an der Universität Managua Jura zu studieren.
Nach der Ermordung des Präsidenten Anastasio Somoza García am 29. September 1956 wurde Fonseca für zwei Monate inhaftiert. Er reiste 1957 als Delegierter zu den VI. Weltfestspielen der Jugend und Studenten nach Moskau und hielt sich danach für sechs Monate in der Sowjetunion und in Osteuropa auf. In dieser Zeit soll er durch den KGB angeworben worden sein. Nach seiner Rückkehr nach Nicaragua veröffentlichte Fonseca illegal seine Reiseaufzeichnungen, in denen er das Leben in der Sowjetunion verherrlichte.
Im Februar 1959 besuchte Fonseca Kuba und lernte dort Fidel Castro kennen. Wenig später hielt sich Fonseca in einem Ausbildungslager nicaraguanischer Rebellen im Süden von Honduras auf. Am 24. Juni 1959 wurden diese Rebellen von nicaraguanischen und honduranischen Truppen vernichtend geschlagen und Carlos Fonseca geriet in Gefangenschaft.
Nach seiner Freilassung gründete Fonseca am 23. Juli 1961 die Frente Sandinista de Liberación Nacional (FSLN). Er bekannte sich als glühender Anhänger der kubanischen Revolution und leitete 1963 und 1964 zwei bewaffnete Aktionen gegen das Somoza-Regime, die aber nach wenigen Tagen scheiterten. Fonseca übernahm 1966 das Amt des Generalsekretärs der FSLN und rief 1968 die Studenten zum bewaffneten Kampf gegen den Diktator Anastasio Somoza Debayle auf. Ein Jahr später setzte er sich für die Einheit aller oppositionellen Kräfte, in erster Linie für ein Bündnis von Arbeitern, Bauern, Landarbeitern und Mittelschichten, ein.
Carlos Alberto Fonseca Amador wurde 1969 in Costa Rica verhaftet und blieb bis zu seiner Befreiung durch ein Kommando der Sandinisten im Jahr 1971 inhaftiert. Er ging nach Kuba und kehrte erst im September 1975 illegal nach Nicaragua zurück. Am 8. November 1976 fiel Carlos Fonseca als Kommandeur einer militärischen Abteilung der FSLN in den Bergregionen Nicaraguas im Kampf gegen Somozas Nationalgarde.
Aufgrund seines schlechten Sehvermögens musste Fonseca schon als Kind starke Brillengläser tragen. Später wurde diese Brille zu seinen „Markenzeichen“.